# Nicolaaskerk ('s-Heer Hendrikskinderen)
De Nicolaaskerk is de protestantse kerk van 's-Heer Hendrikskinderen, gelegen aan Plein 1.
De kerk heeft een zware toren van twee geledingen met haakse steunberen. Deze stamt uit de eerste helft van de 15e eeuw en is waarschijnlijk onvoltooid gebleven. In 1805 werd er nog een achtkante lantaarn bovenop geplaatst. De klok is van 1578 en werd gegoten door Adriaen Steylaert. In 1805 werd ook een zaalkerk aan de toren vastgebouwd. Deze heeft neogotische gietijzeren vensters.
De preekstoel is van 1650 ongeveer. Het orgel is van 1912 en werd gebouwd door de firma Standaart.
1. ↑  www.standaart-orgels.nl